# HD 192535
HD 192535，又名BD+42 3642，SAO 49336、HR 7733，是一颗恒星，视星等为6.14，位于銀經79.85，銀緯4.93，其B1900.0坐标为赤經20h 10m 20.8s，赤緯+43° 4.93′ 32″。